# Ула Бю Рісе
Ула Бю Рісе (норв. Ola By Rise, нар. 14 листопада 1960, Тронгейм, Норвегія) — колишній норвезький футболіст, який грав на позиції воротаря. Відомий своїми виступами за «Русенборг» та національну збірну Норвегії.

## Клубна кар'єра
Ула Бю Рісе починав займатися футболом у своєму рідному місті Тронгейм. Вся його клубна кар'єра пов'язана з клубом з цього міста - «Русенборг». Починаючи з 1977 року по 1995 рік Рісе провів у складі «Русенборга» 349 матчів, що на той час було рекордом чемпіонатів Норвегії. Лише у 2007 році Роар Странд зумів перевершити цей показник.
У складі «Русенборга» Рісе сім разів ставав чемпіоном Норвегії та виграв чотири кубка країни.

## Міжднародна кар'єра
Свою першу гру у складі національної збірної Норвегії Ула Бю Рісе провів 20 грудня 1984 року у товариському матчі проти команди Єгипту. Рісе був у заявці збірної Норвегії на чемпіонаті світу 1994 року, який проходив у США. Загалом у формі національної команди воротар провів 25 матчів.

## Тренерська діяльність
По закінченні ігрової кар'єри Рісе працював асистентом головного тренера у своєму рідному клубі «Русенборг». 2004 рік Рісе провів як головний тренер клубу і виграв з ним черговий чемпіонат країни. З 2006 по 2013 роки працював асистентом головного тренера національної збірної Норвегії.
У 2014 році Рісе підписав контракт з данським «Орхусом» на останні чотири гри чемпіонату, щоб врятувати клуб від вильоту з Суперліги.

## Досягнення

### Як футболіст
«Русенборг»
- Чемпіон Норвегії (7): 1985, 1988, 1990, 1992, 1993, 1994, 1995
- Переможець Кубка Норвегії (4): 1988, 1990, 1992, 1995

### Як тренер
«Русенборг»
 Чемпіон Норвегії (1): 2004